# Zetwal Caraïbes
Zetwal Caraïbes est une série télévisée française créée par Brice Massé et Betty Sulty-Johnson et réalisée par Luccio Di Rosa. Le thème principal de cette série est la jeunesse antillaise. 
Cette fiction est une production de Trace Studios, Monde & Média (Chabraque Productions) et Pôle Outre-mer de France Télévisions, réalisée avec la participation de France Télévisions et en partenariat avec la Collectivité Territoriale de Martinique,  le CNC, Trace Studios, la Procirep et la Région Guadeloupe.

## Distribution
Sauf indication contraire, les informations mentionnées dans cette section peuvent être confirmées par la base de données cinématographiques IMDb,  présente dans la section « Liens externes ».
- Mathew Bazile : Jacob Desroses
- Angelyna Danabe Mignot : Emily Dintimille
- Axelle Laurent : Nathalie Philippe
- Youri Lauriette : Lionel Lamontagne
- Audrey Postel : Marianne
- Karen Geoffroy : Christiane
- Frédérick Fostan : Samuel
- Joseph Mayemba : Jean-Charles
- Pascal Boulere : Wilfried
- Gilbert Laumord : Calixte

## Production

### Genèse et développement
Cette série rend aussi hommage aux auteurs caribéens : Gisèle Pineau, Simone Schwarz-Bart, Maryse Condé et Jacques Roumain.

### Fiche technique
Sauf indication contraire, les informations mentionnées dans cette section peuvent être confirmées par la base de données cinématographiques IMDb,  présente dans la section « Liens externes ».
- Titre : Zetwal Caraïbes
- Production : Olivier Laouchez, Betty Sulty-Johnson (Trace Studios), Jean-Marie Laronze (Monde & Média)[4]
- Réalisation : Luccio Di Rosa
- Scénario : Brice Massée, Florence Combaluzier, Dinah Effoudou, C'drick Fremont, Sarah N'Diaye
- Sociétés de production : Trace Studios et Monde & Média (Chabraque Productions)
- Musique : Cédric Lorans
- Photographie : Teddy Albert
- Montage : Maéva Dayras
- Pays d'origine :  France
- Langue originale : français
- Genre : fiction
- Durée : 22 minutes
- Pays de production : France.

### Tournage
Le tournage de la série a lieu du 20 novembre 2023 jusqu'au 15 décembre 2023 en Guadeloupe et en Martinique.

## Épisodes
- Épisode 1 : Question de confiance
- Épisode 2 : Mauvaise voie
- Épisode 3 : Mensonges et secrets
- Épisode 4 : Accident de vie